# Christopher Weber
Christopher Weber (ur. 5 października 1991 w Dortmundzie) – niemiecki bobsleista, dwukrotny olimpijczyk (2018, 2022), wicemistrz olimpijski z Pekinu 2022, wicemistrz świata i mistrz Europy.

## Życie prywatne
Mieszka w Dortmundzie. Pracuje jako sprzedawca samochodów.

## Udział w zawodach międzynarodowych
| Impreza                     | Rok   | Gospodarz    | Konkurencja | Miejsce |                      |      |            |        |    |
| --------------------------- | ----- | ------------ | ----------- | ------- | -------------------- | ---- | ---------- | ------ | -- |
| Impreza                     | Rok   | Gospodarz    | Konkurencja | Miejsce | Igrzyska olimpijskie | 2018 | Pjongczang | dwójki | 5. |
| czwórki                     | 8.    |              |             |         | Igrzyska olimpijskie | 2018 | Pjongczang |        |    |
| 2022                        | Pekin | czwórki      | 02 !        |         | Igrzyska olimpijskie |      |            |        |    |
| Mistrzostwa świata          | 2019  | Whistler     | dwójki      | 8.      |                      |      |            |        |    |
| Mistrzostwa świata          | 2019  | Whistler     | czwórki     | 9.      |                      |      |            |        |    |
| Mistrzostwa świata          | 2020  | Altenberg    | dwójki      | 02 !    |                      |      |            |        |    |
| Mistrzostwa świata          | 2020  | Altenberg    | czwórki     | 02 !    |                      |      |            |        |    |
| Mistrzostwa świata          | 2021  | Altenberg    | czwórki     | 03 !    |                      |      |            |        |    |
| Mistrzostwa Europy          | 2020  | Winterberg   | czwórki     | 01 !    |                      |      |            |        |    |
| Mistrzostwa Europy          | 2021  | Winterberg   | czwórki     | 4.      |                      |      |            |        |    |
| Mistrzostwa Europy          | 2022  | Sankt Moritz | czwórki     | 5.      |                      |      |            |        |    |
| Mistrzostwa świata juniorów | 2017  | Winterberg   | dwójki      | 02 !    |                      |      |            |        |    |
| Mistrzostwa świata juniorów | 2017  | Winterberg   | czwórki     | 8.      |                      |      |            |        |    |